# Koudma
 (août 2025).
Si vous disposez d'ouvrages ou d'articles de référence ou si vous connaissez des sites web de qualité traitant du thème abordé ici, merci de compléter l'article en donnant les références utiles à sa vérifiabilité et en les liant à la section « Notes et références ».
La rivière Koudma (en russe : Кудьма) est un cours d'eau de l'oblast de Nijni Novgorod, en Russie, et un affluent de la rive droite de la Volga.

## Géographie
La rivière est longue de 144 km et draine un bassin versant de 2 200 km2 dans la banlieue sud de Nijni Novgorod. Son débit moyen est de 5,75 m3/s à 54 km de sa confluence avec la Volga.
La Koudma prend sa source dans le sud du raïon de Bogorodsk et s'écoule d'abord vers le nord, puis vers l'est, à travers les raïons de Bogorodsk et de Kstovo, avant de se jeter dans la Volga près de Léninskaïa Sloboda et de Kadnitsi. Dans le raïon de Kstovo, la Koudma constitue la limite méridionale de la région naturelle de Zeliony Gorod, la « Ville verte », puis arrose une vallée entre la ville de Kstovo, au nord, et la zone industrielle de Kstovo, au sud.
En amont de Kstovo, ses eaux sont propres et transparentes et ses rives attirent de nombreux baigneurs en été.